# Лемпуа (приток Лэпъю)
Лемпуа — река в России, протекает по Республике Коми. Устье реки находится в 53 км по правому берегу реки Лэпъю. Длина реки составляет 20 км.

## Притоки
- 7 км: Бадья (пр)
- 10 км: Почаёль (пр)

## Данные водного реестра
По данным государственного водного реестра России относится к Двинско-Печорскому бассейновому округу, водохозяйственный участок реки — Вычегда от города Сыктывкар и до устья, речной подбассейн реки — Вычегда. Речной бассейн реки — Северная Двина.
Код объекта в государственном водном реестре — 03020200212103000020411.